# رزماری مارتین
رزماری مارتین (انگلیسی: Rosemary Martin؛ ۱۷ دسامبر ۱۹۳۶ – ۱۴ اوت ۱۹۹۸) بازیگر انگلیسی بود که در بیرمنگام زاده شد.